# Кильбургвайлер
Кильбургвайлер (нем. Kyllburgweiler) — община в Германии, в земле Рейнланд-Пфальц. 
Входит в состав района Айфель-Битбург-Прюм. Подчиняется управлению Кильбург.  Население составляет 95 человек (на 31 декабря 2010 года). Занимает площадь 7,26 км².